# Славне (Покровський район)
Сла́вне — село (до 2011 року — селище) Мар'їнської міської громади Покровського району Донецької області, Україна. У селі мешкає 237 людей.

## Загальна інформація
Відстань до центру громади становить близько 23 км і проходить переважно автошляхом місцевого значення. Селом тече Балка Куряча.
Територія села межує з селищем Оленівка Кальміуського району Донецької області.

## Населення

### Мова
Розподіл населення за рідною мовою за даними перепису 2001 року:
| Мова       | Кількість | Відсоток |
| ---------- | --------- | -------- |
| російська  | 129       | 54.43%   |
| українська | 108       | 45.57%   |
| Усього     | 237       | 100%     |

## Новітня історія
11 березня 2015-го вояки з блокпосту в селі Славне Мар'їнського району БТРом та МТЛБ вирушили на допомогу своїм побратимам, котрі встановлювали мінні загородження для оборони блокпосту й натрапили на «Урал» з російськими терористами. Під час бойового виїзду МТЛБ наїхала на протитанкову міну, внаслідок вибуху старший солдат 28-ї бригади Іван Юсипів загинув, його брат Руслан зазнав осколкового поранення та перелому ноги.
31 травня 2015-го ДРГ просочилася крізь українські позиції та влаштувала засідку на дорозі, по якій рухалися «Жигулі» з волонтерами та «Урал» з вояками. Пострілом з підствольного гранатомета вантажівка була знерухомлена, після чого терористи почали розстрілювати пасажирів. Віктор Волкодав зазнав 3-х кульових поранень, опісля був добитий ножем в серце. Тоді ж загинув майор Дмитро Васильєв, старший солдат Роман Капацій потрапив до полону.